# Pain Is So Close to Pleasure
«Pain Is So Close to Pleasure» (укр. «Біль так близька до задоволення») — пісня британського рок-гурту «Queen» з альбому «A Kind of Magic» 1986 року. У Канаді, Німеччині, Нідерландах та США пісня вийшла як шостий сингл з цього альбому.
Пісня починалася як ідея рифу від Браяна Мея. Потім Фредді Мерк'юрі та Джон Дікон перетворили її на пісню, де Дікон грав на ритм-гітарі. Сингл досяг 43 позиції в чарті Нідерландів. Назва пісні також є рядком іншої пісні «Queen» — «One Year of Love». Як і в більшості пісень Мерк'юрі, в ній є виразні клавішні та, як і в більшості пісень Дікона, в ній є виразна лінія бас-гітари. Це одна з небагатьох пісень, в яких Мерк'юрі співає весь вокал фальцетом.
Існує версія пісні, яка вийшла на синглі, у вигляді реміксу, де значна частина мінусівки була наново аранжована з початкових елементів. Сингл на 12-дюймових платівках містить розширену версію цього реміксу, а не розширену версію трека, як це представлено в альбомі. «Pain Is So Close to Pleasure» має більш ніж 58 000 прослуховувань на сайті Last.fm.

## Про пісню
В Нідерландах, Німеччині, США і Канаді «Pain Is So Close to Pleasure» випускалася з піснею «Do not Lose Your Head» і в Австралії з піснею «Who Wants to Live Forever» на стороні «Б». Незважаючи на те, що пісня виходила як сингл, кліп до неї не був знятий.
Основна ідея пісні — те, що в житті є «білі і чорні смуги» і ситуація завжди може змінитися: "сонячна погода і дощ ходять рука об руку все твоє життя" ("sunshine and rainy weather go hand in hand together all your life").
За словами Браяна Мея, гітариста гурту, звучання цієї пісні нехарактерне для «Queen» і схоже на «мотаунське звучання».

## Версії
Пісня має три версії. Альбомна триває 4 хвилини 23 секунд і має чітку бас-лінію, яка є основною в цій версії. На всіх синглах вийшов ремікс цієї пісні тривалістю 3 хвилини 58 секунд. Він мав альтернативний вступ і додаткові партії ударних. На 12" синглі також вийшла подовжена версія тривалістю 5 хвилин 56 секунд. Вона базувалася на сингловому реміксі, а не на альбомній версії, і мала подовжений вступ і закінчення.

## Музиканти
- Фредді Мерк'юрі — вокал і бек-вокал, синтезатор, семплер, піаніно
- Браян Мей — соло-гітара
- Роджер Тейлор — ударні
- Джон Дікон — бас-гітара, ритм-гітара, драм-машина, синтезатор, семплер